# Tozkoje Wtoroje
Tozkoje Wtoroje (russisch То́цкое Второ́е) ist eine Militärsiedlung, offiziell Dorf (selo) in der Oblast Orenburg (Russland) mit 13.197 Einwohnern (Stand 14. Oktober 2010).

## Geographie
Der Ort liegt im Steppengebiet zwischen Wolga und südlichem Ural, etwa 180 km Luftlinie nordwestlich des Oblastverwaltungszentrums Orenburg, am rechten Ufer des Wolga-Nebenflusses Samara.
Tozkoje Wtoroje gehört zum Rajon Tozkoje und liegt fünf Kilometer nordöstlich von dessen Verwaltungszentrum Tozkoje. Tozkoje Wtoroje, manchmal auch Tozkoje-2 geschrieben, steht im Russischen für „Zweites Tozkoje“, in Bezug auf den Namen des nahen Dorfes und Verwaltungszentrums. Der Name Tozkoje selbst stellt die russische Adjektivform zum Flussnamen Tok dar (der Tok mündet 30 km flussabwärts in die Samara).

## Geschichte
Die Geschichte des Ortes beginnt mit der Entstehung des Dorfes Tozkoje zunächst als „Festung“, die 1736 als eine der ersten russischen Ansiedlungen in der Orenburger Region nahe der damaligen Südgrenze des Russischen Reichs zu den zentralasiatischen Steppengebieten gegründet wurde. Auf dem nördlich gelegenen Berg Petrowskaja Schischka, unweit des heutigen Ortes, wurde ein 40 Meter hoher Beobachtungsturm errichtet. Die Festung verlor nach wenigen Jahren ihre militärische Bedeutung, und der Ort wurde zu einem gewöhnlichen Dorf. Aber bereits in der Regierungszeit der Zarin Katharina II. in den 1780er- bis 1790er-Jahren fanden in dem Gebiet wieder Sommerübungen der Russischen Armee statt; 1812 wurden hier Kosakeneinheiten für den Einsatz im „Vaterländischen Krieg“ gegen Napoleon aufgestellt.
Während des Russisch-Japanischen Kriegs entstand 1904 eine ständige Garnison, die auch im Ersten Weltkrieg eine bedeutende Rolle spielte. 
Bei den Kasernen entstand ab März 1915 ein Kriegsgefangenenlager für bis zu 25.000 Gefangene der Mittelmächte. In den für den Winter ungeeigneten Baracken brach eine Typhus-Epidemie aus, die bis März 1916 17.000 Todesopfer forderte.
Im Russischen Bürgerkrieg stellte Wassili Tschapajew seine Division im Lager Tozkoje auf.
Auch in der sowjetischen Periode blieb das Gelände militärisches Übungsgebiet, hauptsächlich für die Artillerie; das heutige Tozkoje Wtoroje entstand als Garnisonsstädtchen. Am 14. September 1954 wurden wenige Kilometer nördlich des Ortes Übungen durchgeführt, die die oberirdische Zündung einer Atombombe beinhalteten. Seit dem 6. Mai 1991 ist in Tozkoje Wtoroje die aus Deutschland zurückgeführte 27. Motorisierte-Schützen-Division der Russischen Armee (2009 umgebildet in die 21. Garde-Motorisierte-Schützen-Brigade) stationiert.

### Bevölkerungsentwicklung
| Jahr | Einwohner |
| ---- | --------- |
| 2002 | 17.521    |
| 2010 | 13.197    |

Anmerkung: Volkszählungsdaten

## Wirtschaft und Infrastruktur
Die Wirtschaft von Tozkoje Wtoroje ist auf die Versorgung der dort stationierten Armeeeinheiten ausgerichtet.
Vier Kilometer südlich befindet sich die Station Tozkaja an der Eisenbahnstrecke Samara – Orenburg – Kasachstan (Streckenkilometer 1319 ab Moskau), die von der Südural-Eisenbahn betrieben wird. Weitere drei Kilometer südlich führt der nach Orenburg führende Zweig der Fernstraße M5 (früher R224) vorbei. Der unweit der Bahnstation gelegene Militärflugplatz Tozkoje wird seit der Auflösung der dort zuvor stationierten Jagdfliegerregimenter in den 1990er-Jahren nur noch in geringem Umfang für militärischen Hubschrauberbetrieb genutzt.

## Söhne und Töchter des Ortes
- Sergei Sergejewitsch Babinez (* 1988), Leiter der Menschenrechtsorganisation Komitee gegen Folter